# قسم مينوبار الريفي
قسم مينوبار الريفي هي قسم تقع في إيران في Arvandkenar District. يقدر عدد سكانها بـ 9,800 نسمة .